# Červená
Červená (rudá, básnicky též červeň) je barva odpovídající nejnižším frekvencím, které lidské oko dokáže vnímat. Červená barva patří mezi základní barvy barevného spektra, je to barva monochromatického světla o vlnové délce zhruba 700 nm. Světlo s ještě nižší frekvencí již lidský zrak nedokáže vnímat, jedná se o tzv. infračervené záření.
Červená barva patří mezi základní barvy při aditivním míchání (viz RGB), jejím doplňkem je azurová.

## Použití a symbolika červené barvy
- Lidská krev (a mnohých zvířat) má červenou barvu, což je způsobeno přítomností hemoglobinu. S tímto faktem zřejmě souvisí další symbolika:
  - Červená barva symbolizuje hněv, např. ve rčení vidět rudě.
  - Planeta Mars má načervenalou barvu (kvůli přítomnosti oxidů železa), pro kterou byl asociován s bohem války, Martem.
  - V křesťanství je červená barva symbolem prolité krve mučedníků, proto se používá jako liturgická barva při jejich památkách.
- Historicky, zvláště v tradici antického Říma je červená či purpurová barva chápána jako barva královská či slavnostní. Odtud též liturgické užití červené barvy při velkých svátcích, které nejsou oslavami mučedníků (např. Květná neděle, Velký pátek, Seslání Ducha svatého).
- Červená barva je výrazná, chápe se jako varování či jiná důležitá zpráva.
  - Červená barva na semaforu (i na jiných místech) znamená stůj.
  - Červená barva pozičního světla na letadlech a lodích slouží k označení levé strany (port).
- Červená barva symbolizuje lásku či erotiku (červená knihovna, červené lucerny).

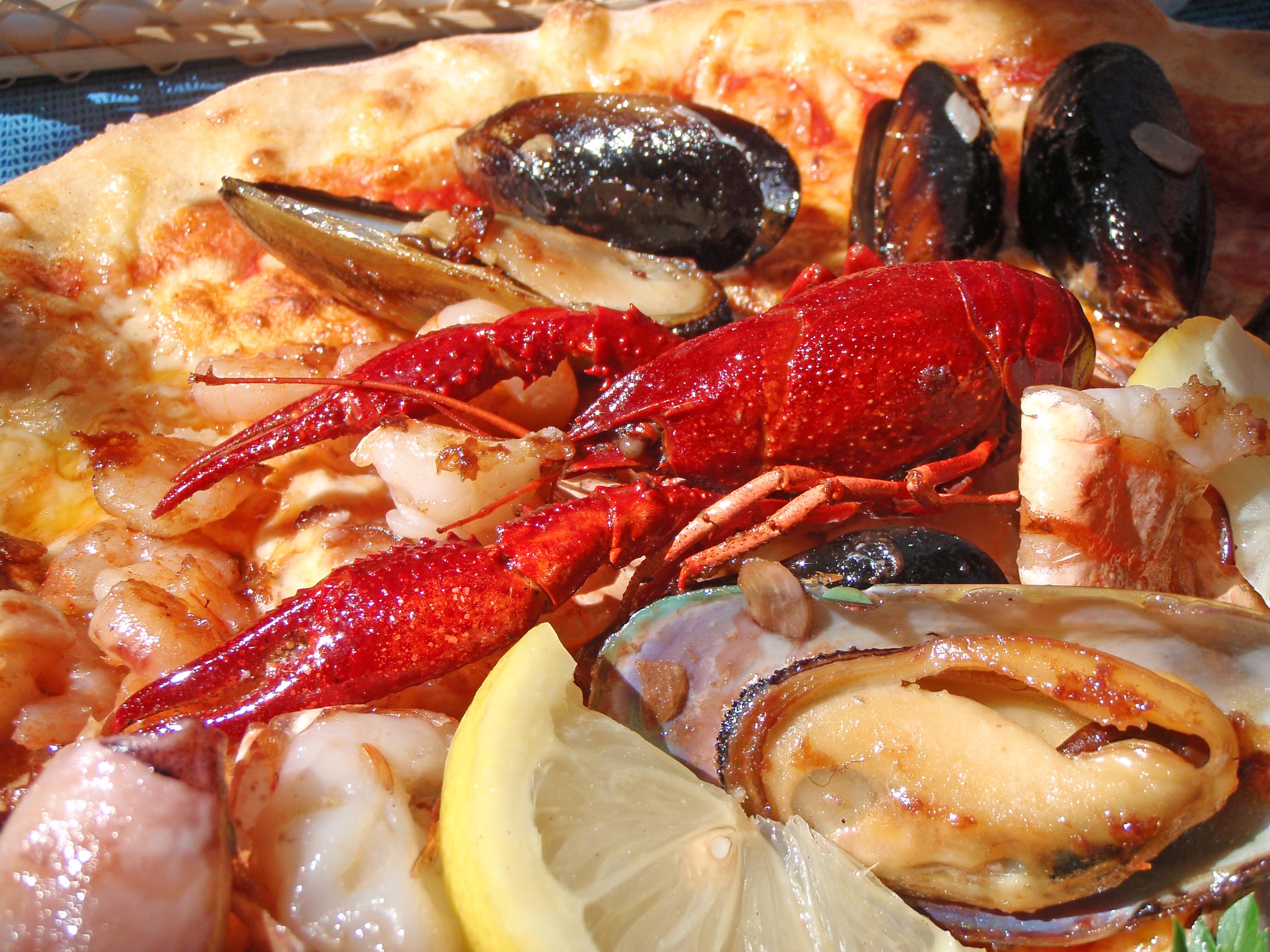
Rak červený; račí červeň se dostala i do známého českého úsloví být rudý jako rak

- V psychologii je červená barva nebo její obliba spojována s agresivitou, erotikou či zříkáním se odpovědnosti (jejím přenesením na druhé osoby)
- V čínské tradici je červená barvou štěstí.
- Červenou barvou je v účetnictví vyznačen dluh, ztráta (výraz v červených číslech znamená ve ztrátě).
- V barevném značení odporů znamená červená barva číslici 2 nebo toleranci ±2%
- Červená barva symbolizuje také ocenění nebo uznání: vysokoškolský diplom studentů, kteří prospěli s vyznamenáním, má červené desky (červený diplom).
- Červená barva je takzvanou barvou muže, protože znamená krev, popřípadě válku.
- Červená barva je dále považována za barvu revoluce a změn systému obecně.
- Červenou barvou jsou označeny vodovodní kohoutky, z nichž teče horká voda.
- Červená je také jedna ze čtyř základních barev na mariášových kartách a tarokových kartách, kde je znázorněna červenými srdíčky. Podobně je tomu ale i u hracích karet francouzského a španělského typu, kde se používají červená srdce a červená kára.
- Červená barva symbolizuje socialisty či (hlavně) komunisty.
  - v Česku je červená barvou např. politických stran a hnutí SOCDEM, KSČM a Stačilo!.

## Červená jako symbol v čínské kultuře
Červená (čínsky v českém přepisu chung, pchin-jinem hóng, znaky zjednodušené 红, tradiční 紅) byla pravděpodobně již v prehistorické době považována za „barvu života“. Do hrobů mrtvých se vkládala rumělka nebo červená hlinka. Existuje celá řada odstínů červené, které mají v čínštině své specifické pojmenování a význam. „Standardní“ červená, chung, byla odedávna pokládána za životodárnou barvu, barvu mládí, léta a jihu. Vzhledem k tomu se jí připisovala schopnost odhánět démony a zlé duchy. Považuje se za barvu dynastie Čou, která sebou přináší červená úřednická roucha, pečetní šňůrky, vlajky apod. Je barvou prvku „oheň“ a jižní části světa.
V čínském divadle muž s červeným obličejem představuje svatou osobu, často boha války Kuan-tiho. Červená pak symbolizuje ctnost, pravdu a upřímnost.
Červená je oblíbenou barvou nevěstina svatebního šatu. Až do 19. století nemohly vedlejší manželky nosit červenou sukni, pouze při prvním pohlavním styku s manželem jim byl obléknut červený šat. Červená barva též symbolizuje bohatství, i proto je v Číně zvykem dávat peněžní dary v tradiční čínské červené obálce.
Rumělková červeň, tan (丹), se získávala z narudlého nerostu obsahující rtuť, který se používal jako důležitá přísada to taoistických elixírů pro propůjčení dlouhověkosti. Barva tan měla své specifické, „vznešené“ použití, například na zdech kolem císařského sídla a na sloupech či jiných objektech uvnitř císařských staveb. Rumělkový odstín symbolizoval rovněž upřímnost a čistotu úmyslů stejně jako velké schopnosti a literární nadání.
Na počátku 20. století dostala červená barva další symbolický význam. Jejím používáním se pokrokoví výtvarníci snažili vyjádřit podporu probíhajícím revolučním změnám, které vedly k rozpadu čchingské říše (reprezentované císařskou zlatou) a vzrůstu národního uvědomění (myšlenku „čínskosti“ zastupovala právě červená barva jako symbol nejslavnějších období čínských dějin).
První čínský prezident Sunjatsen použil pět základních barev na návrh nové vlajky (užívala se v letech 1912–1928), kde metaforicky aplikoval klasickou teorii barev. Jednotlivé barevné pruhy přiřadil pěti hlavním národům obývající Čínu. Červená měla symbolizovat Chany, tedy etnické Číňany (žlutá Mandžuy, modrá – Mongoly, bílá – muslimské Chueje, černá – Tibeťany).

## Geografická pojmenování
- Červená řeka
- Červené blato
- Červené jezero
- Červená nad Vltavou